# Виниегра и Лассо, Сальвадор
Сальвадор Виниегра и Лассо де ла Вега (Виниегра-и-Лассо, Виньегра; исп. Salvador Viniegra y Lasso de la Vega; 23 ноября 1862[…], Кадис, Андалусия — 28 апреля 1915, Мадрид) — испанский художник.

## Биография

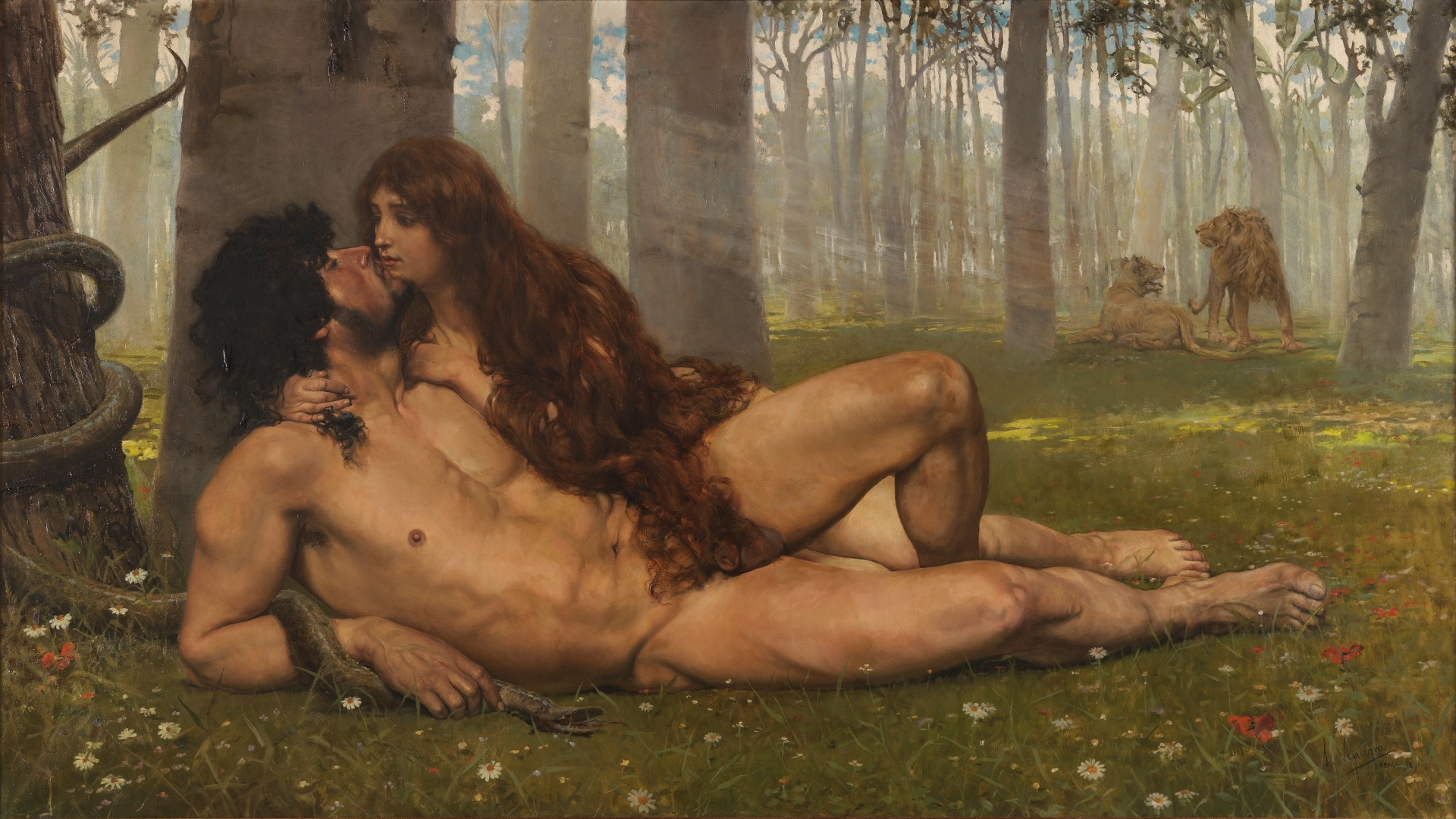
Адам и Ева. Первый поцелуй (1891)

Виниегра родился в 1862 году в Кадисе. Сперва он начал изучать право, но затем принял решение посвятить себя живописи и поступил в Академию изящных искусств Кадиса. Первоначально Виниегра работал преимущественно акварелью и именно акварельные работы в 1877 году принесли ему первое публичное признание. В начале 1880-х годов стал активным участником ключевых испанских художественных выставок, где теперь экспонировал, преимущественно картины маслом. В 1887 году одна из картины Виниегра получила золотую медаль на ежегодной Национальной выставке в Мадриде.
В 1890 году Виниегра выиграл образовательный грант на обучение в Испанской академии в Риме (являвшей аналогом Французской академии в Риме), где оставался шесть лет. Картины, написанные в этот период, Виниегра не только отсылал в Испанию, но и выставлял их в Риме, а также на художественных выставках в других городах Европы, в том числе, в Мюнхене, Вене и Будапеште, где они неоднократно удостаивались медалей. В 1890-х годах Виниегра был чрезвычайно популярен, а его работы широко тиражировались в литографиях и гравюрах, что приносило художнику значительный доход. 
В 1896 году Виниегра вернулся в Испанию и уже в 1898 году был назначен заместителем директора и хранителем Музея Прадо. Став состоятельным человеком, Виниегра оказывал поддержку не только живописцам, но и композиторам и музыкантам (он увлекался музыкой и сам недурно играл на виолончели). Некоторые свои картины Виниегра подарил различным испанским музеям.
Скончался в 1915 году в Мадриде.

## Отзывы
Из картин (Виниегры), отличающихся прекрасной характеристикой народного быта, блестящим колоритом и виртуозностью письма, в особенности известны «Свадьба тореро», «Крестный ход» и «Торговец оружием в Танжере».— Виниегра-и-Лассо, Сальвадор // Энциклопедический словарь Брокгауза и Ефрона : в 86 т. (82 т. и 4 доп.). — СПб., 1890—1907.

Художника интересуют, преимущественно, жанровые сюжеты современной жизни, которые он передает в больших эффектных композициях— Виниегра и Лассо, Сальвадор // Большая советская энциклопедия : в 66 т. (65 т. и 1 доп.) / гл. ред. О. Ю. Шмидт. — М. : Советская энциклопедия, 1926—1947.

## Галерея

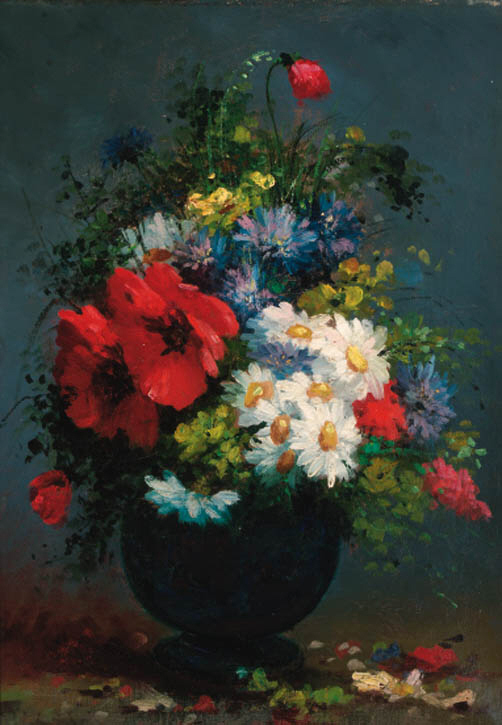
Летние цветы в вазе
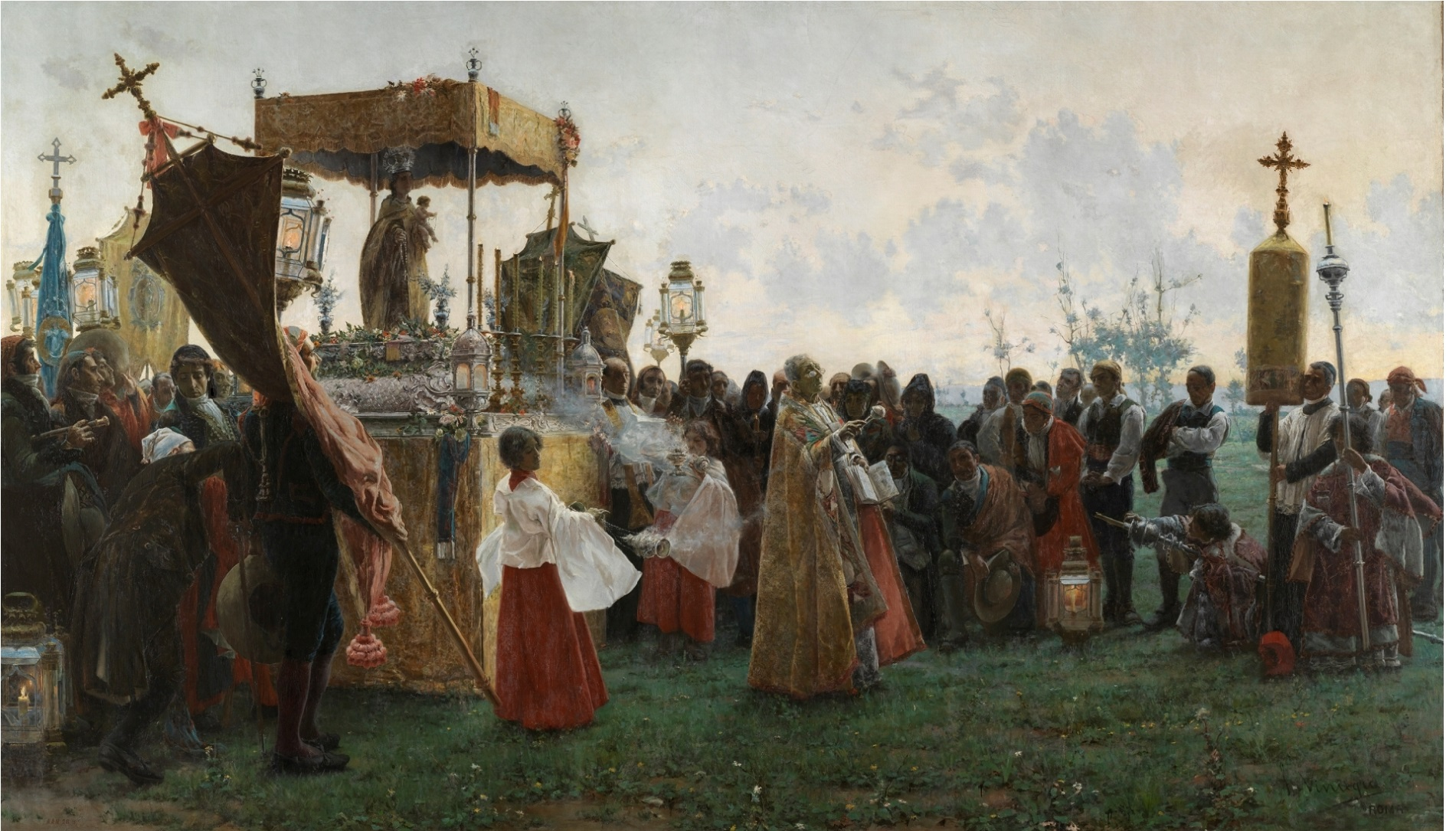
Религиозная процессия
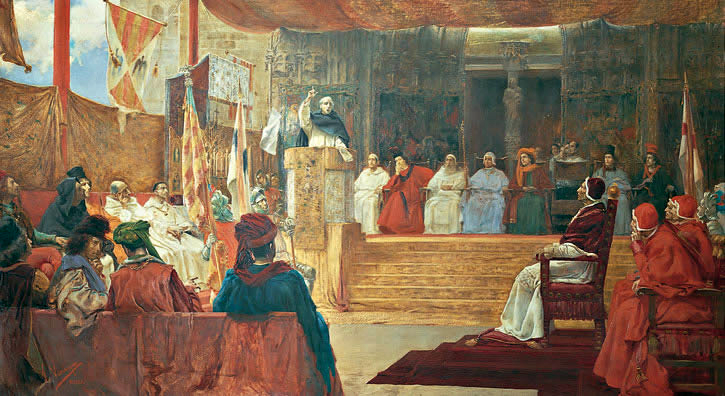
Компромисс в Каспе
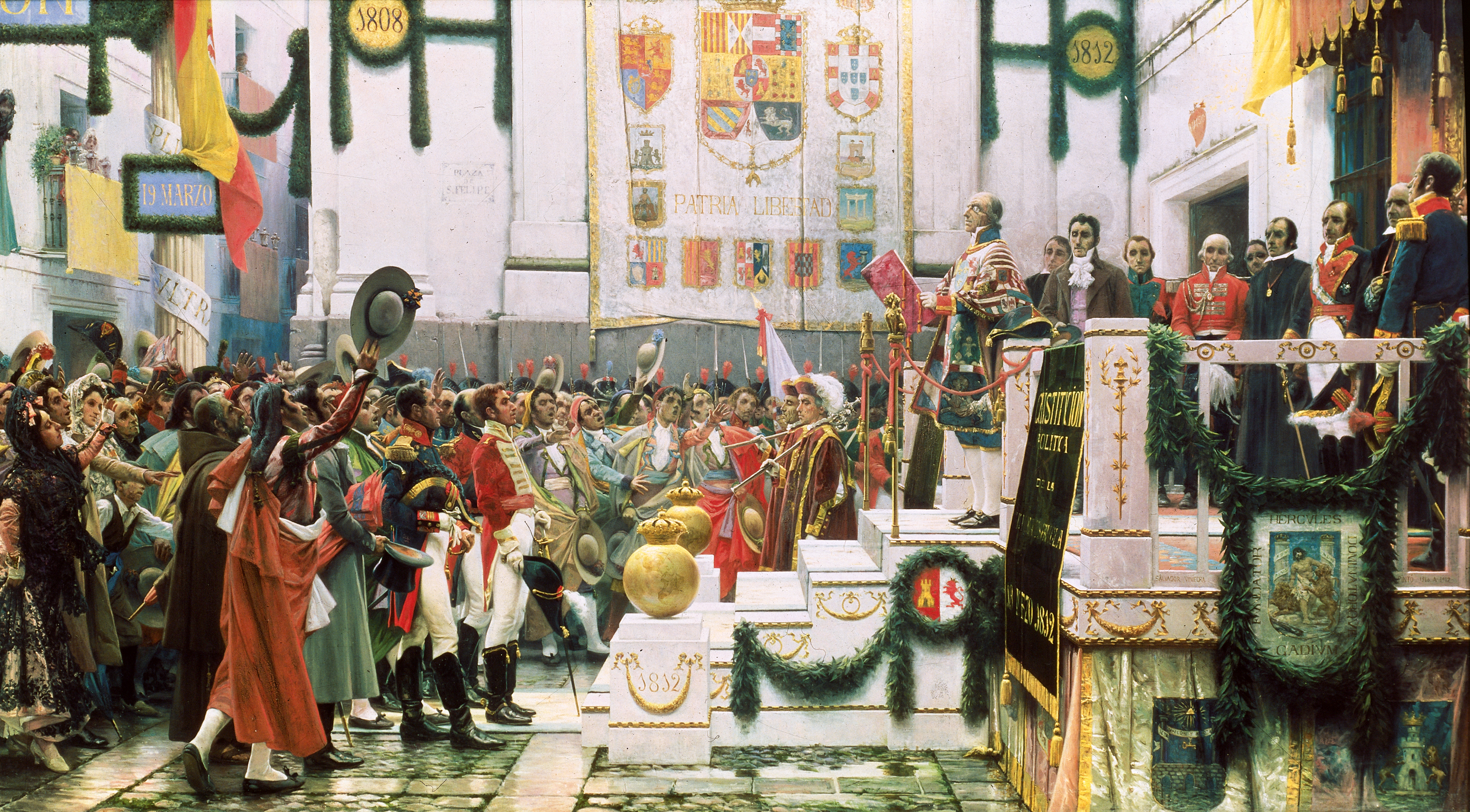
Кадисская конституция
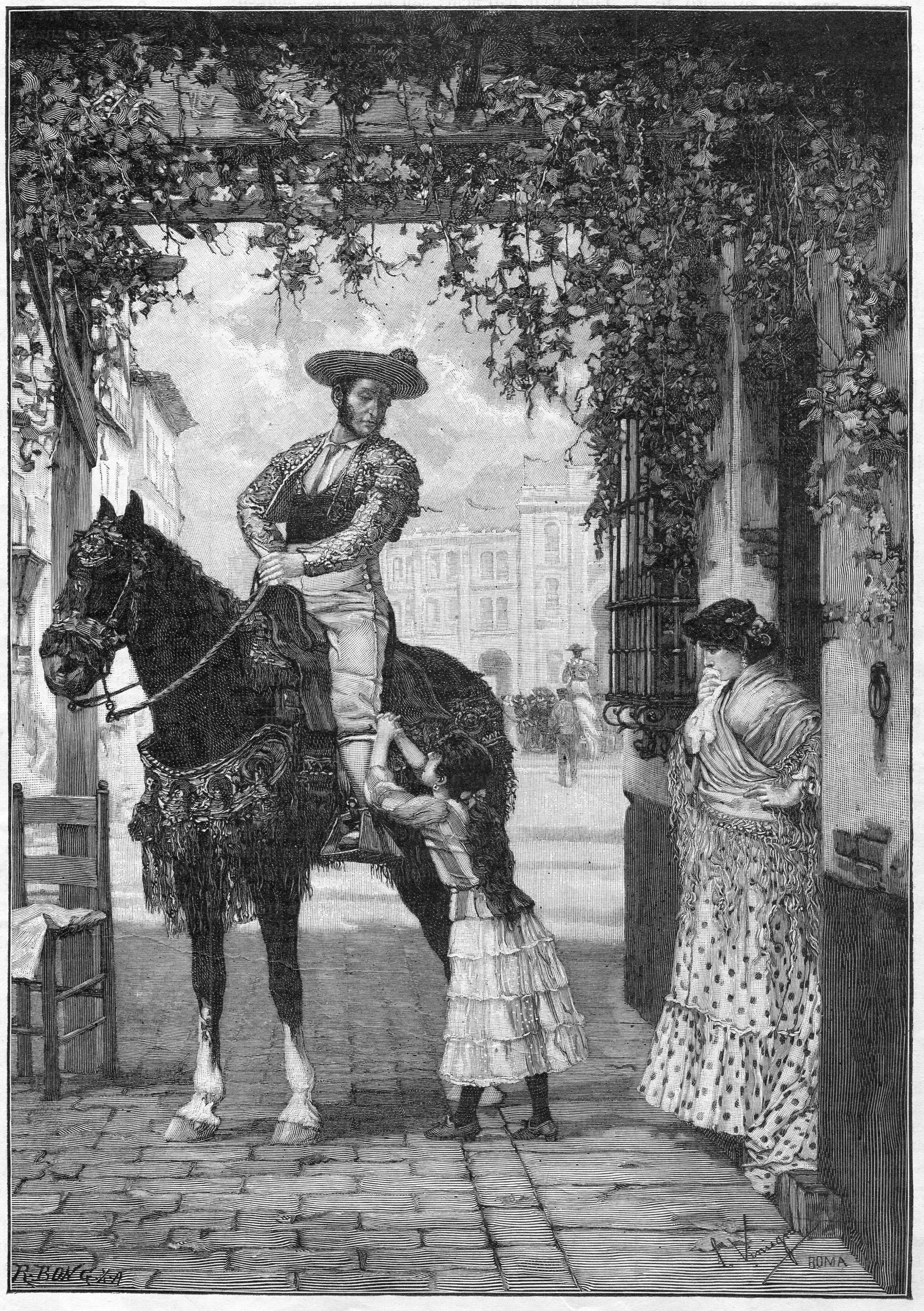
Тореадор, уезжающий на корриду, прощается с семьёй
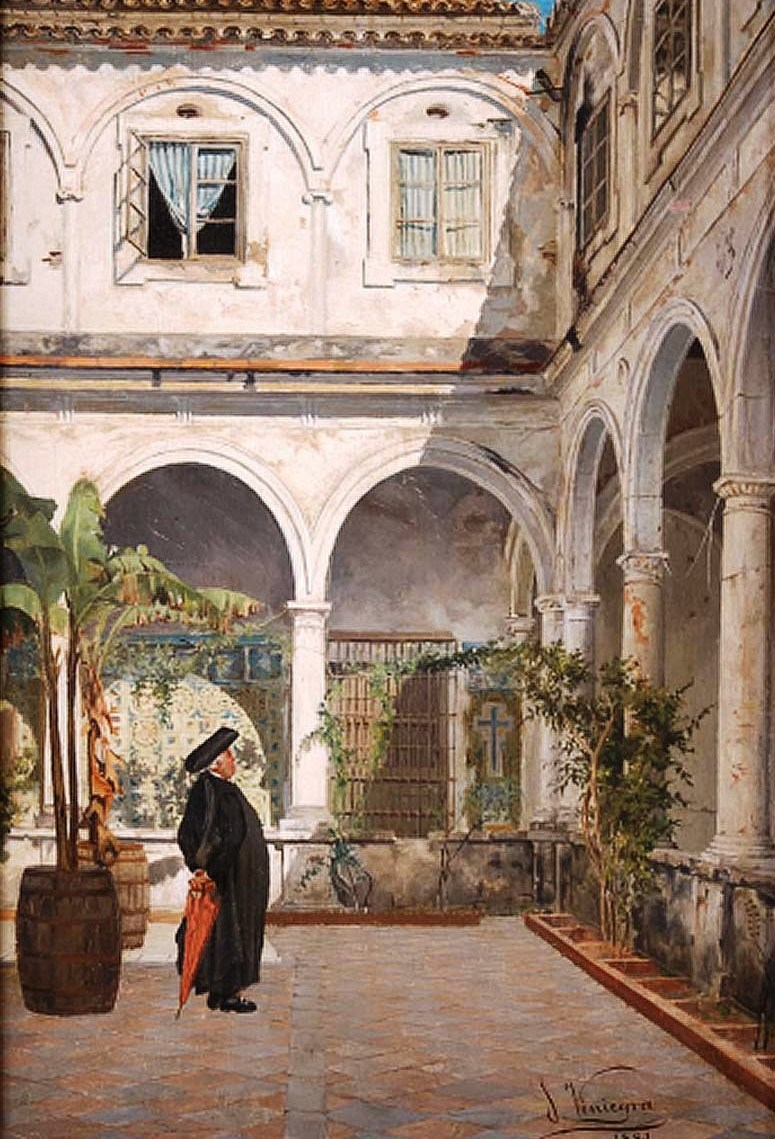
Внутренний дворик (клуатр) монастыря Святого Франциска в Кадисе
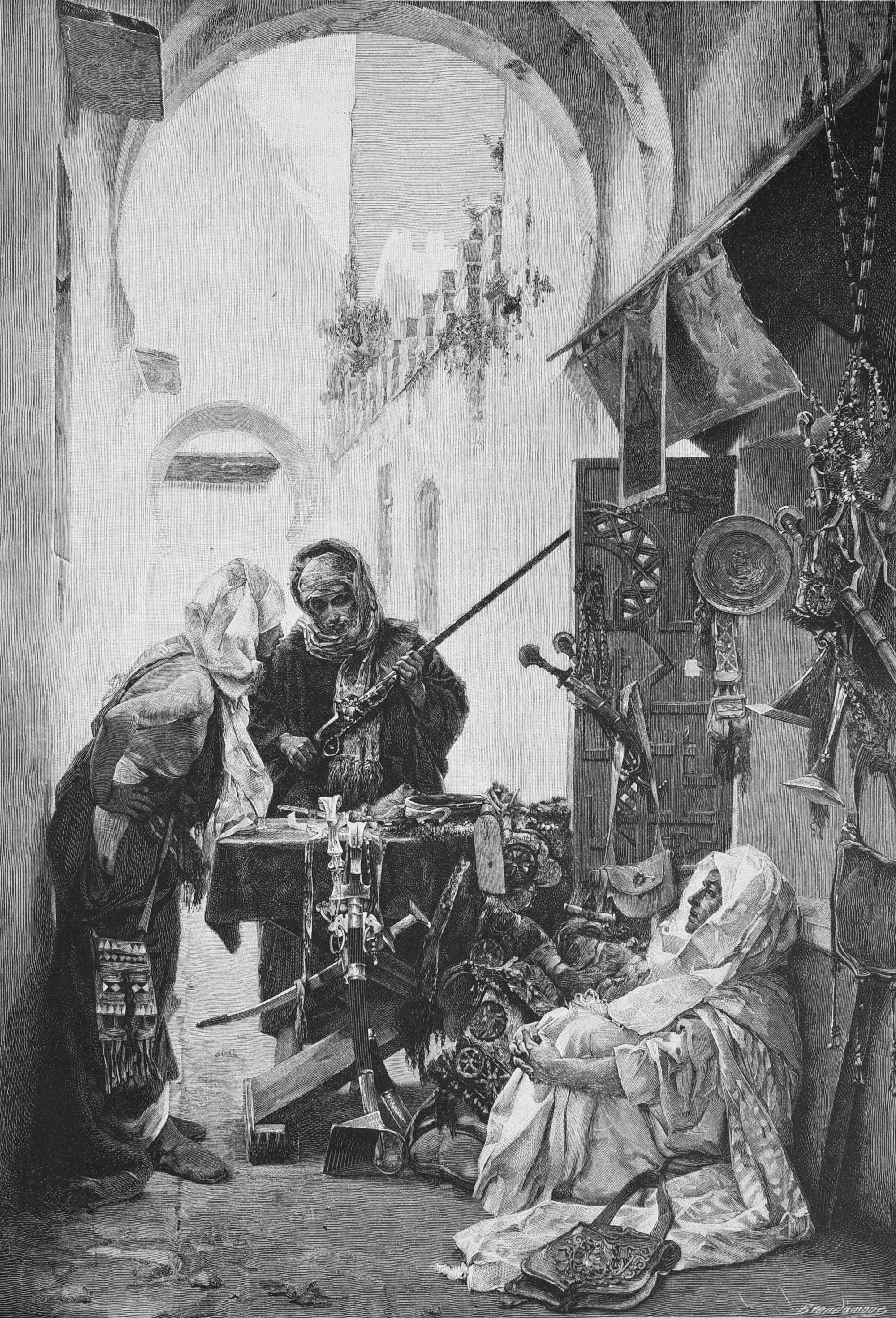
Торговец оружием в Танжере
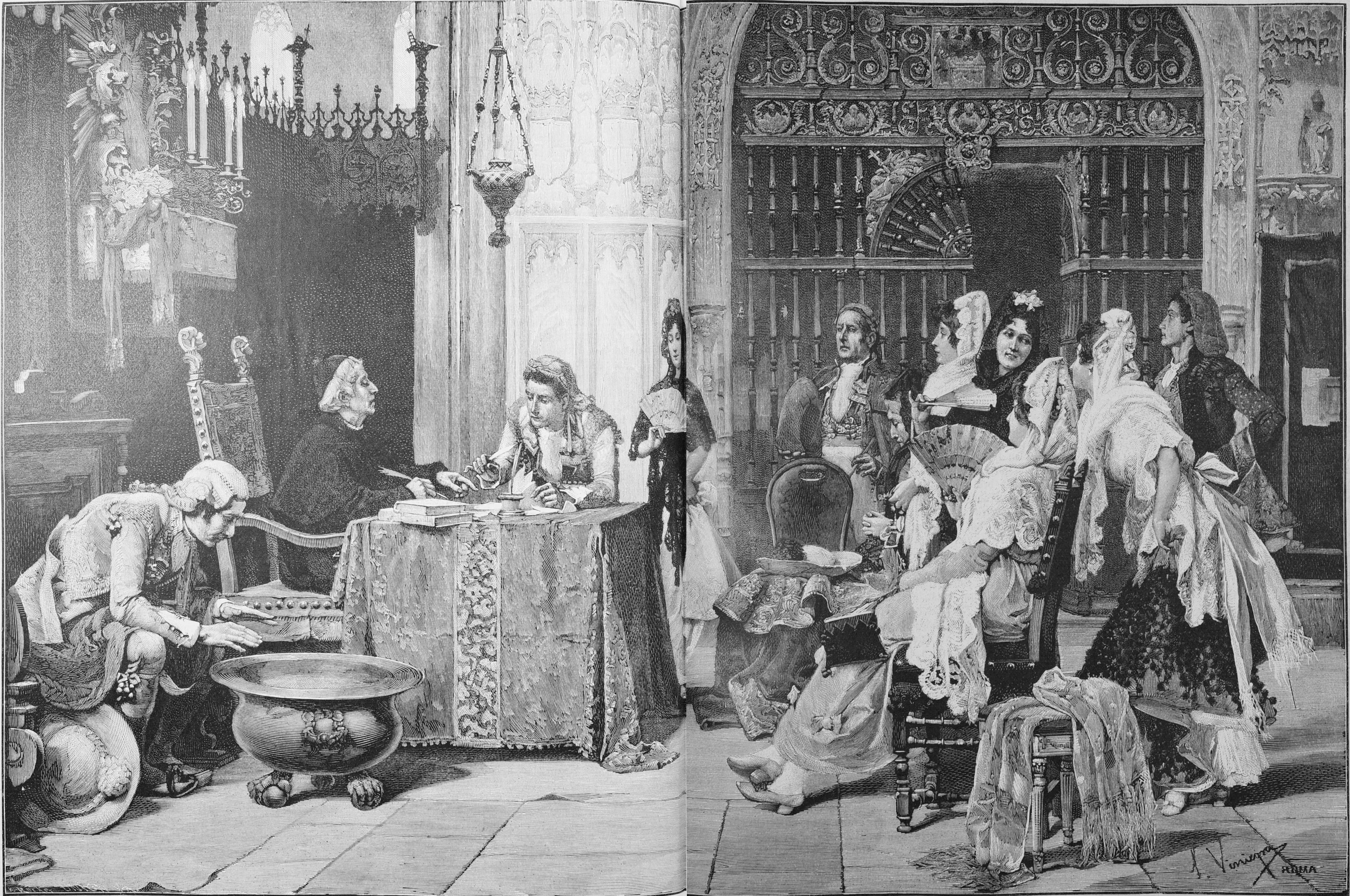
Брачный контракт